# Veljko Barbieri
Veljko Barbieri (Split, 14. svibnja 1950.) poznati je hrvatski gastronomski stručnjak i hrvatski književnik. Piše novele, putopise, kratke priče i pjesme.
Svoje je prve radove pisao u zagrebačkom Poletu.
Bio je sudionikom hrvatske pjesničke manifestacije Croatia rediviva: Ča, Kaj, Što – baštinski dani. 2006. je dobio godišnju nagradu Matice hrvatske za književnost i umjetnost nagradu August Šenoa za djelo Dioklecijan. Dubravko Horvatić ga je uvrstio 2002. u antologijski izbor hrvatskog putopisa od 16. stoljeća do danas, a Miroslav Šicel u antologiju hrvatske kratke priče.
Barbieri je pridonio filmskoj umjetnosti kao glumac u filmu Izgubljeno blago. Njegova novela Zatvor od oleandrovog lišća poslužila je kao scenarij za film Haloa – Praznik kurvi.
Voditelj je televizijske emisije Jelovnici izgubljenog vremena i gastronomskih rubrika u hrvatskim tiskovinama. Ocjenjivač je na Danima raštike, pure i pršuta u Tijarici. 

## Djela
- Legenda o Krki
- Večernje bajke o hrani: bajke o mesu, peradi i divljači
- Večernje bajke o hrani: bajke o ribi, školjkama i žabama
- Večernje bajke o hrani: bajke o predjelima, juhama, riži i tjestenini : bajke o povrću i gljivama
- Priča o dalmatinskoj kuhinji: i 410 izabranih recepata
- Sto koraka po šumi
- 100 mitova o hrani i 200 legendarnih recepata
- Ja Dioklo Jupitrov sin
- 134 male priče o hrani
- Kuharski kanconijer
- Dioklecijan
- Odisejev erotikon
- Epitaf carskoga gurmana
- Hvar – kantilene i kartoline
- Split: roman staroga grada
- Tko je sa mnom palio kukuruz: dnevnik iz Pakraca
- Makarsko primorje
- Trojanski konj (na albanski preveo Abdullah Zeneti, Kali i Trojes)
- Zatvor od oleandrova lišća
- Novčić Gordijana Pia i druge mediteranske priče